# Synagoge (Čelina)
Koordinaten: 49° 43′ 58,7″ N, 14° 19′ 31″ O

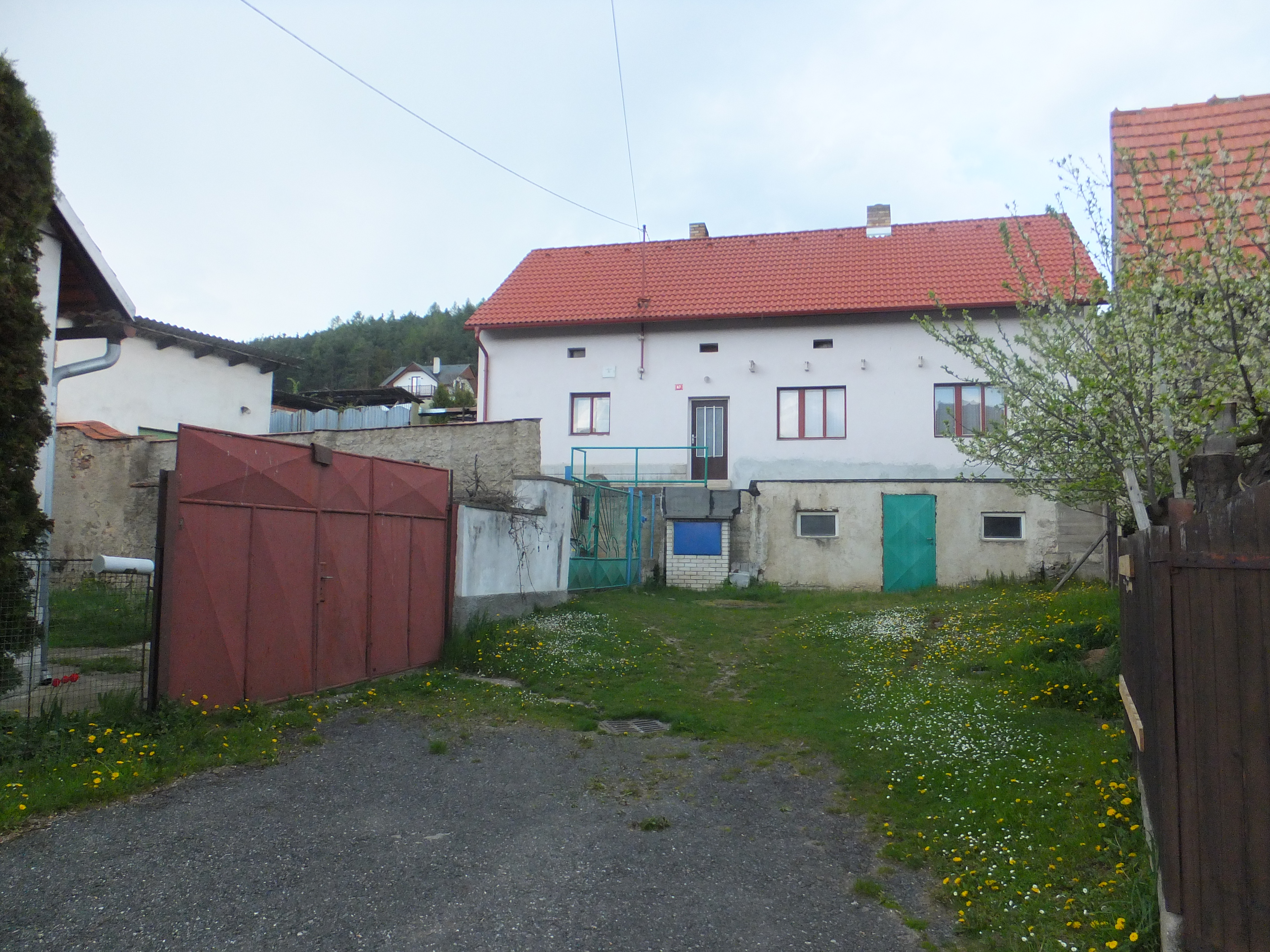
Ehemalige Synagoge in Čelina

Die Synagoge in Čelina, einem Ortsteil der Gemeinde Borotice im tschechischen Okres Příbram der Region Středočeský kraj (deutsch Mittelböhmische Region), wurde im 19. Jahrhundert errichtet.
Die profanierte Synagoge wurde zu einem Wohnhaus umgebaut.